# Bremer Kreuz
Het Bremer Kreuz is een knooppunt in de Duitse deelstaat Nedersaksen. Op dit klaverbladknooppunt met rangeerbanen ten zuidoosten van de stad Bremen kruist de A27 (Cuxhaven-Walsrode) met de A1 (Heiligenhafen-Saarbrücken).

## Geografie
Het knooppunt ligt op de gemeentegrens tussen Achim en Oyten in de Landkreis Verden. Nabijgelegen stadsdelen zijn Osterholz en Mahndorf van Bremen en de wijken Oyterthünen van Oyten en Uphusen van Achim. Het knooppunt ligt ongeveer 15 km ten zuidoosten van het centrum van Bremen, ongeveer 90 km ten zuidwesten van Hamburg en ongeveer 90 km noordwesten van Hannover.

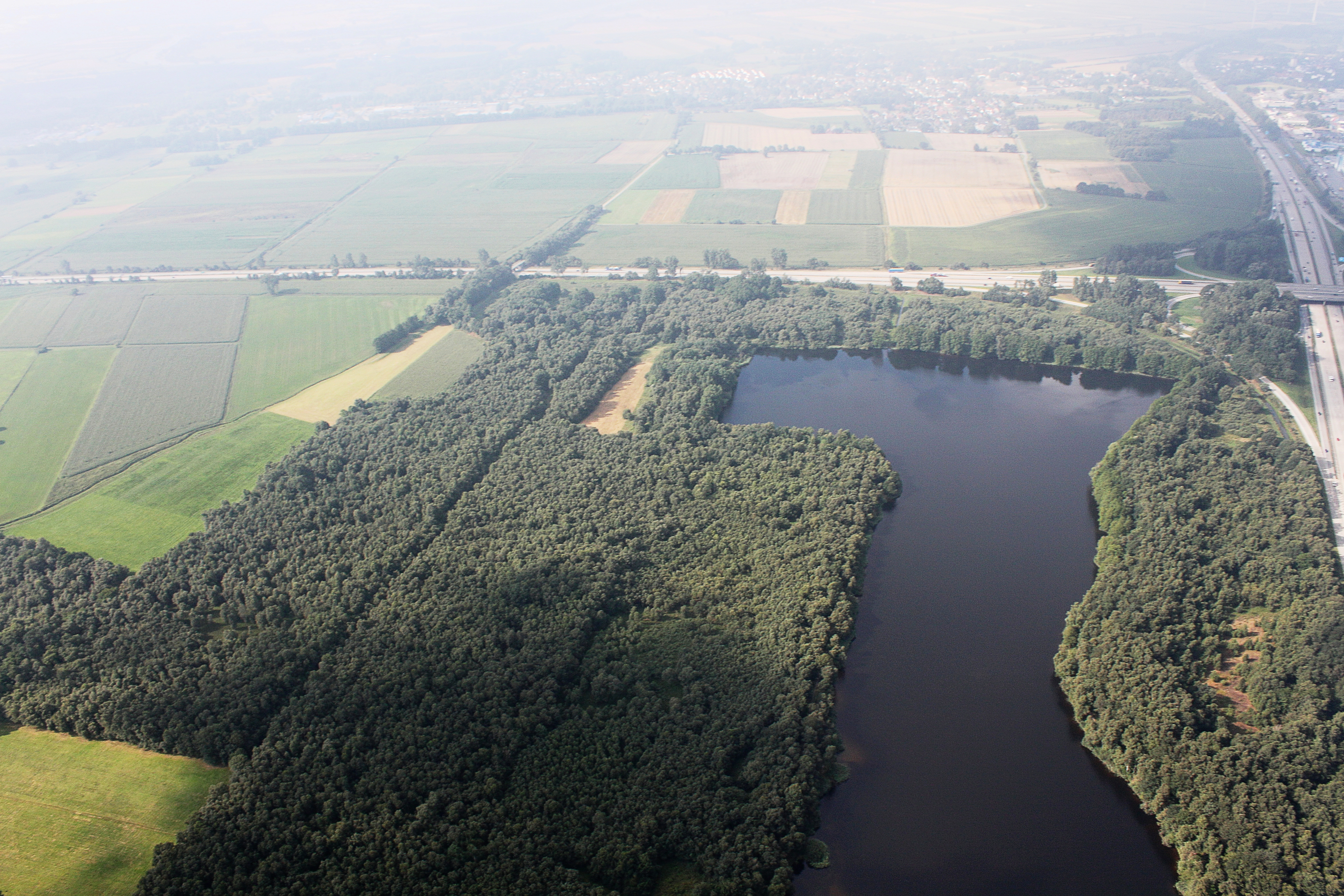
Oyter See (2012)

Direct ten oosten van het knooppunt ligt, op grondgebied van de gemeente Oyten, de Oyter See, een meer dat is ontstaan na het uitbaggeren van zand voor de aanleg van de A1. Het is thans een recreatieplas met strand en camping. Er loopt een 3 km lang weggetje omheen. 
Ongeveer  3 km ten zuiden van het knooppunt stroomt de Wezer die gekruist wordt door de A1 richting Osnabrück.

## Rijstroken
Nabij het knooppunt heeft de A1 2x3 rijstroken en de A27 heeft 2x2 rijstroken. Alle verbindingsbogen hebben één rijstrook.

## Verkeersintensiteiten
In 2015 werd het knooppunt dagelijks door ongeveer 149.000 voertuigen gebruikt. 
| Van                           | Naar                             | Gemiddeld aantal voertuigen per dag | Percentage vrachtverkeer |
| ----------------------------- | -------------------------------- | ----------------------------------- | ------------------------ |
| AS Oyten (A 1)                | Bremer Kreuz                     | 78.700                              | 17,3 %                   |
| Bremer Kreuz                  | AS Uphusen/Bremen-Mahndorf (A 1) | 100.800                             | 17,2 %                   |
| AS Bremen-Sebaldsbrück (A 27) | Bremer Kreuz                     | 61.300                              | 8,5 %                    |
| Bremer Kreuz                  | AS Achim-Nord (A 27)             | 57.200                              | 12,3 %                   |

## Richtingen knooppunt
| Aansluitende wegen                                                | Aansluitende wegen | Aansluitende wegen | Aansluitende wegen | Aansluitende wegen                 |
| ----------------------------------------------------------------- | ------------------ | ------------------ | ------------------ | ---------------------------------- |
| richting Bremen-Sebaldsbrück Bremerhaven / Cuxhaven               |                    |                    |                    | richting Hamburg                   |
|                                                                   |                    |                    |                    |                                    |
|                                                                   |                    |                    |                    |                                    |
|                                                                   |                    |                    |                    |                                    |
| richting Bremen-Centrum / Luchthaven Bremen Oldenburg / Osnabrück |                    |                    |                    | richting Achim / Walsrode Hannover |